# June Pointer

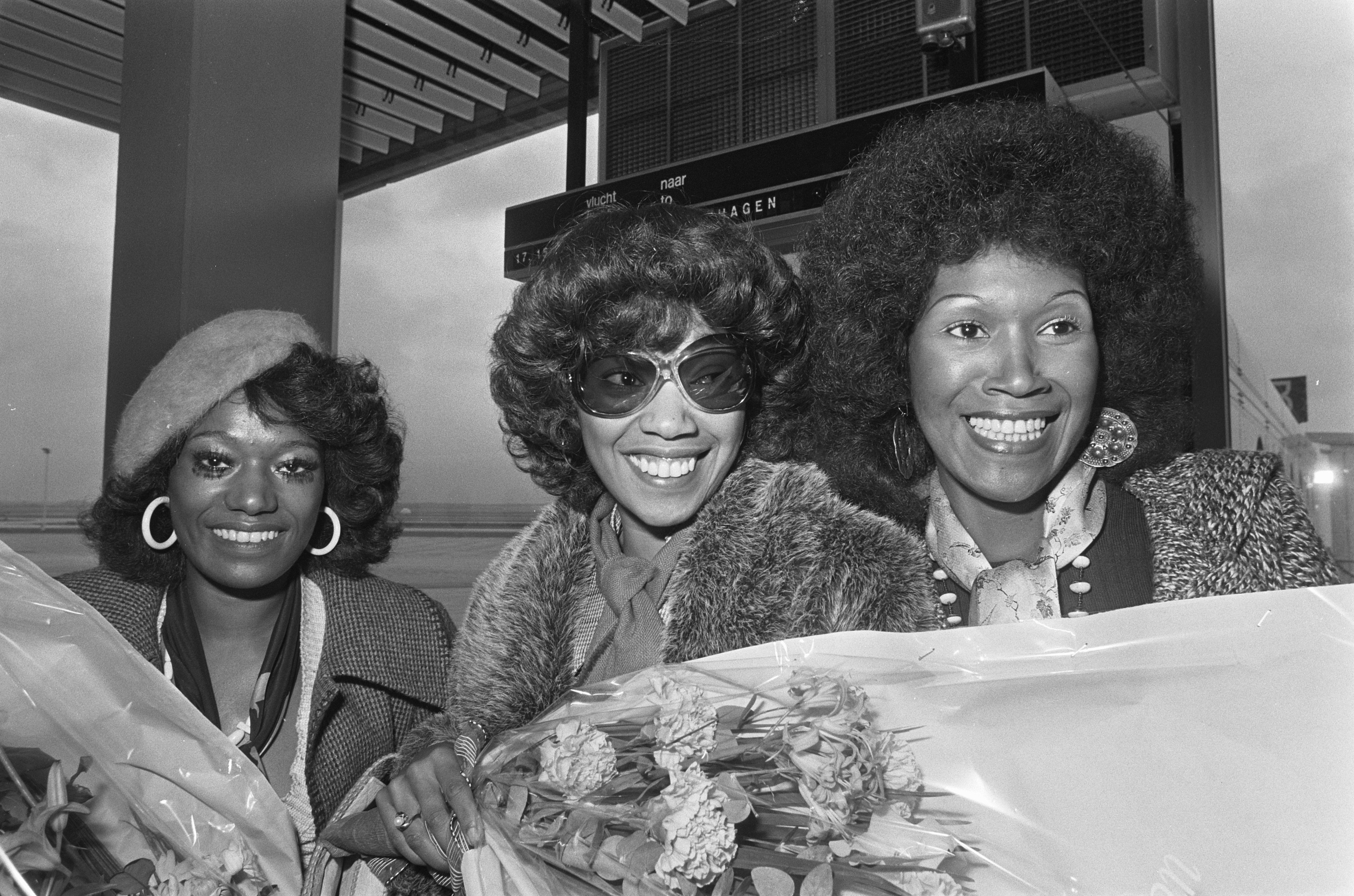
The Pointer Sisters (1974), Ruth Pointer rechts im Bild

June Pointer Whitmore (* 30. November 1953 in Oakland, Kalifornien; † 11. April 2006 in Santa Monica, Kalifornien) war eine US-amerikanische Sängerin und Mitglied der Pointer Sisters.

## Leben
June Antoinette Pointer und ihre drei älteren Schwestern Ruth, Anita und Bonnie lernten den Gesang in einem Kirchenchor in Oakland. Bereits als 16-Jährige trat June zusammen mit Bonnie unter dem Namen Pointers-A Pair in Klubs auf.
1973 veröffentlichten die vier Schwestern ihr Debütalbum The Pointer Sisters, 1975 gewannen sie einen Grammy Award für ihr Lied Fairytale. Weitere Hits waren I'm So Excited, Fire, Slow Hand, Automatic und Jump (For My Love). 
Während ihrer Karriere nahm June Pointer Drogen und wurde alkoholabhängig. In den 1980er Jahren verpasste sie regelmäßig Konzerte, so dass ihre Schwestern ohne sie auftreten mussten. Im April 2004 wurde sie in Hollywood wegen des Besitzes von Kokain verurteilt.
June Pointer, die für eine Ausgabe des Playboy posierte, nahm 1983 und 1989 zwei Soloalben auf und verließ die Pointer Sisters schließlich ganz.
Von 1978 bis 1991 war sie mit William Oliver Whitmore verheiratet; das Paar blieb kinderlos. 
June Pointer starb am 11. April 2006 im Alter von 52 Jahren an Krebs.

## Diskografie
Alben als Solokünstlerin:
- Baby Sister, 1983 (mit der Single „Ready For Some Action“)
- June Pointer, 1989 (mit der Single „Tight On Time (I’ll Fit U In)“)

## Filmografie
- 1976: Car Wash
- 1985: We Are the World
- 1995: French Exit